# The Morning Never Came

The Morning Never Came est le premier album du groupe de doom metal finlandais Swallow the Sun, paru en 2003.

## Composition
- Matti Honkonen - basse
- Markus Jämsen - guitare
- Mikko Kotamäki - chant
- Aleksi Munter - claviers
- Pasi Pasanen - batterie
- Juha Raivio - guitare

## Liste des morceaux
1. "Through Her Silvery Body" - 8:41
2. "Deadly Nigtshade" - 5:49
3. "Out of This Gloomy Light" - 5:38
4. "Swallow (Horror, Pt. 1)" - 5:23
5. "Silence of the Womb" - 6:51
6. "Hold This Woe" - 8:05
7. "Under the Waves" - 6:47
8. "The Morning Never Came" - 9:19

- La version U.S. de cet album comprend également la reprise de Solitude, par Candlemass